# Tone Fornezzi
Tone Fornezzi - Tof, slovenski novinar, reporter, urednik, humorist in satirik, * 12. april 1934, Ljubljana.
Že od rane mladosti se je ukvarjal s pisanjem, po dokončani gimnaziji in maturi na Gimnaziji Vič v Ljubljani (1960) pa se je zaposlil pri tedanji Tedenski tribuni in dokončal novinarsko šolo v Beogradu. Tof je na slovenski satirični in humoristični sceni prisoten od leta 1960. Svoje hudomušne domislice prispeva za slovenske časnike; dnevnike in tednike (npr. Anteno, Delo, Dnevnik, Nedeljski dnevnik).
Prvi odrski satirični projekt je bil 1966 satirični kabaret skupine Metla 66 (Marjan Kralj, Endi Goršič, Tof, Lovro Arnič in Alenka Vipotnik, občasno še Majda Sepe in Mirko Bogataj). Od 1978 je bil idejni vodja humoristične oddaje Moped show, ki je dva desetletji bila med najbolj poslušanimi oddajami Radia Slovenija, je tudi avtor številnih skečev in skritih kamer. Znan je tudi kot navdušen popotnik, kolesar in tekač na smučeh.
Med drugim je prejel Ježkovo nagrado za življenjsko delo' (2011), 'Viktorja za življenjsko delo' in 'Viktorja za Moped Show', Leta 2000 je bil na medijski olimpijadi v Atenah razglašen za najboljšega novinarja športnika na svetu.

## Diskografija
- Rdeča kaseta - povprečni Slovenec (1985, Helidon, K 199)